# Europees kampioenschap zaalvoetbal
Het Europees kampioenschap zaalvoetbal is de belangrijkste Europese zaalvoetbalcompetitie voor nationale mannenteams. Het werd het voor het eerst gehouden in 1996. Spanje werd de eerste Europese kampioen. Het land heeft ook het meeste aantal overwinningen: in 2016 haalde het zijn zevende titel. De huidige Europese kampioen is Portugal.

## Erelijst
| Jaar | Gastland          |  | Goud     | Zilver   | Brons              |
| ---- | ----------------- |  | -------- | -------- | ------------------ |
| 1996 | Spanje            |  | Spanje   | Rusland  | België             |
| 1999 | Spanje            |  | Rusland  | Spanje   | Italië             |
| 2001 | Rusland           |  | Spanje   | Oekraïne | Rusland            |
| 2003 | Italië            |  | Italië   | Oekraïne | Spanje en Tsjechië |
| 2005 | Tsjechië          |  | Spanje   | Rusland  | Italië             |
| 2007 | Portugal          |  | Spanje   | Italië   | Rusland            |
| 2010 | Hongarije         |  | Spanje   | Portugal | Tsjechië           |
| 2012 | Kroatië           |  | Spanje   | Rusland  | Italië             |
| 2014 | België            |  | Italië   | Rusland  | Spanje             |
| 2016 | Servië            |  | Spanje   | Rusland  | Kazachstan         |
| 2018 | Slovenië          |  | Portugal | Spanje   | Rusland            |
| 2022 | Nederland         |  | Portugal | Rusland  | Spanje             |
| 2026 | Let., Lit. & Slo. |  |          |          |                    |

## Medaillespiegel
| Plaats | Land       | Goud | Zilver | Brons | Totaal |
| 1      | Spanje     | 7    | 2      | 3     | 12     |
| 2      | Italië     | 2    | 1      | 3     | 6      |
| 3      | Rusland    | 1    | 6      | 3     | 10     |
| 4      | Portugal   | 2    | 1      | 0     | 3      |
| 5      | Oekraïne   | 0    | 2      | 0     | 2      |
| 6      | Tsjechië   | 0    | 0      | 2     | 2      |
| 7      | België     | 0    | 0      | 1     | 1      |
| 7      | Kazachstan | 0    | 0      | 1     | 1      |
| Totaal | Totaal     | 11   | 11     | 12    | 34     |